# Aleksander Rybak
Alexander Rybak (belorusko Алякса́ндр І́гаравіч Рыба́к, Aljaksándr Íharavič Rybák), norveški pevec, violinist, skladatelj in igralec, * 13. maj 1986, Minsk, Belorusija.
Bil je evrovizijski zmagovalec leta 2009. Takrat je imel (celo za zmagovalca) največ točk in največjo premoč nad drugim mestom, Islandijo, ki je imela proti njegovimi 387 točkami zgolj 218 točk. Kakorkoli, ta rekord je leta 2016 podrla Jamala, ki je z zmago dosegla 534 točk, čeprav, njegov rekord premoči nad drugim mestom (169 točk) še do leta 2018 ni bil podrt. Na Pesmi Evrovizije je ponovno nastopil leta 2018 ter za Norveško v finalu zasedel 15. mesto.

## Življenjepis

### Otroštvo
Rybak se je rodil v današnji Belorusiji, vendar se je že pri štirih letih s svojimi starši preselil na Norveško, kjer je odraščal. Že pri petih letih je začel igrati na različna glasbila; danes igra violino in klavir. Njegova mati Natalia Valentinovna Rybak je klasična pianistka, oče Igor Alexandrovich Rybak pa priznani norveški violinist. Živi v kraju Nesodden, ki je v bližini norveške prestolnice Oslo.

### Kariera
Rybak je leta 2004 prejel prestižno nagrado Anders Jahres kulturpris. Prijavil se je na norveško različico oddaje Idol in se uvrstil v polfinale, leta 2006 pa je zmagal na tekmovanju talentov Kjempesjansen s pesmijo Foolin', ki jo je napisal sam.". Alexander Rybak je že sodeloval z glasbeniki, kot sta Morten Harket in Arve Tellefsen, pevca slovite norveške skupine A-ha. Leta 2007 je v oselskem gledališču Oslo Nye Teater igral goslača v Goslaču na strehi in za vlogo prejel nagrado Hedda. V vlogi Levija je zaigral v filmu Yohan.

### Evrovizija 2009
Alexander Rybak je na Pesmi Evrovizije 2009, ki jo je gostila Moskva, zmagal z rekordno prednostjo; zbral je 387 točk. Prepeval je pesem Fairytale, v kateri se prepletajo prvine norveške in ruske ljudske glasbe. Rybak sam je avtor skladbe in besedila
Že v nacionalnem izboru je prepričljivo zmagal ter dobil največ točk v vseh devetih glasovalnih okrožjih; skupno je od žirije in gledalcev prejel 747.888 točk, medtem ko je drugo uvrščena Tone Damli Aaberge skupno prejela le 121.856 točk.
Rybak je pesem predstavil v drugem polfinalnem večeru (v katerem je nastopila tudi Slovenija) ter se uvrstil v finale. V finalnem večeru je zmagal z rekordnim številom točk in tako premagal dotlej vodilne Fince, ki so leta 2006 prejeli s skupino Lordi 292 točk. Islandija, ki je pristala na drugem mestu, je zbrala 218 točk (169 točk manj od zmagovalke), Norveška pa kar 387 točk.

### Evrovizija 2018
Leta 2018 je Aleksander Rybak znova zastopal Norveško na Pesmi Evrovizije, ki je takrat potekala v Lizboni na Portugalskem. V drugem predizboru se je uvrstil v finale. Ves čas je  na stavnicah kotiral v prvo deseterico, a je pristal na 15. mestu.

## Diskografija

### Albumi
- Fairytales (junij 2009)

### Singli
- Fairytale (2009) - prvo mesto na norveški glasbeni lestvici